# Yolanda de Sousa
Yolanda Brígida Domingos de Sousa é uma jurista e política angolana. Filiada ao Movimento Popular de Libertação de Angola (MPLA), é deputada de Angola pelo Cículo Eleitoral Nacional desde 28 de setembro de 2017.
Yolanda licenciou-se em direito, tendo trabalhado como jurista. Foi presidente dos Estudantes do Ensino Superior de Angola (2009 a 2012) e consultora no Ministério da Administração do Território (2010 a 2012).